# Zabory
Zabory (ziemia zaborska, kasz. Zabòrë) – historyczna nazwa południowej części Kaszub.
Nazwa odnosi się do ziem położonych za borami (Tucholskimi), patrząc z dawnych ośrodków władzy i administracji świeckiej i duchowej (np. Gdańska). Historycznie ziemia zaborska obejmowała tereny starych parafii Brusy, Wiele i Czersk. Z czasem nazwa objęła także granicę parafii Swornegacie. Dzisiaj, w sensie etnograficznym, do Zaborów zalicza się także okolice Dziemian i Lipusza. Mieszkańców ziemi zaborskiej nazywa się Zaborakami lub Krebanami (spotykane także formy: Krubanie, Krëbanë, Krubacze).
W znanych dokumentach nazwa Ziemia Zaborska po raz pierwszy pojawia się w dokumencie wystawionym przez księcia Polski i Pomorza Władysława I Łokietka z dnia 24 czerwca 1299 w Gnieźnie. W dokumencie tym Władysław nadał Mikołajowi Jankowicowi z rodu Zarembów, wojewodzie (palatynowi) kaliskiemu (poprzednio, w latach 1287–1299 wojewoda pomorski), prawo prowadzenia sądów w kasztelaniach Raciąż i Szczytno oraz palatynat in terra Zaborensi (terra Sabor, terra Zaborensis), czyli na ziemi zaborskiej.